# Bălilești (Tigveni), Argeș
Bălilești este un sat în comuna Tigveni din județul Argeș, Muntenia, România.